# کمبل (فلوریدا)
کمبل (انگلیسی: Campbell؛ تلفظ: ‎/ˈkæmbəl/‎) یک منطقهٔ مسکونی در ایالات متحده آمریکا است که در شهرستان اوسکئولا، فلوریدا واقع شده‌است. کمبل ۵ کیلومتر مربع مساحت و ۲٬۴۷۹ نفر جمعیت دارد و ۲۳ متر بالاتر از سطح دریا واقع شده‌است.